# 联合国亚洲及太平洋经济社会委员会
联合国亚洲及太平洋经济社会委员会（英語：U.N. Economic and Social Commission for Asia and the Pacific），简称亚太经社会（ESCAP），为联合国经济社会理事会下属的区域委员会之一，總部位於泰國曼谷，其任務為「是通过开展区域和亚区域的合作和一体化」，是「联合国负责亚洲及太平洋地区经济社会事务的一个区域性职能部门」。最初成立於1947年，原名為亚洲和远东经济委员会（ECAFE），1974年更為現名。
截至2012年，聯合國亚太经社会有53個成員國，9個準成員，聯合國亞太經社會是聯合國在亞太地區最全面，規模最大的地區性機構，由亞太地區各國和地區政府所組成的国际组织。亞太經社會在三項主題領域活躍：減少貧困、全球化管理和處理持續及和新興的社會問題，以達成促進經濟和社會發展目的。
亚太经社会的最高决策机构是委员会，每年均定期举行部长级会议，由秘书处為日常办事机构，而秘书处最高官员为执行秘书，由联合国秘书长任命。

## 任務及活動
开展区域和亚区域的合作和一体化，亚太经社会秘书处的任务是协助各成员国解决经济和社会问题。亚太经社会已订三个层面的工作项目：在区域层面解决区域性问题；协助各政府规划在亚区域和国家层面的均衡发展项目；执行刺激发展、改進社会经济条件的现代社会建设基础的业务。
為達成促進經濟和社會發展的任務，亞太經社會在三項主題領域活躍：減少貧困、全球化管理和處理持續及和新興的社會問題。
亞太經社會在組織構構上並沒有任何以人權為主的部門或項目，所以該組織在人權倡導及保障方面活動有限；儘管如此，亞太經社會仍有處理一些關乎人權議題的「新興的社會問題」，如亞太經社會意識到「由於性別，年齡，殘疾，收入或其他因素所形成為實現平等參與並充分享受發展權利的障礙」。
亞太經社會最終的挑戰在於使該地區6.8億窮人能被納入經濟主流，使所有人達到更佳的生活標準，如聯合國憲章所設想。

## 历史
1947年3月28日，根据联合国经社理事会第37号（IV）决议，为促进戰後亚洲经济的重建与发展，由中华民国倡议，于上海成立亚洲和远东经济委员会（英語：Economic Commission for Asia and Far East），简称“亚远经委会”（ECAFE）。亚远经委会秘书处设立之處现址為上海黄浦路106号红楼。
1949年，全会迁至泰国曼谷。

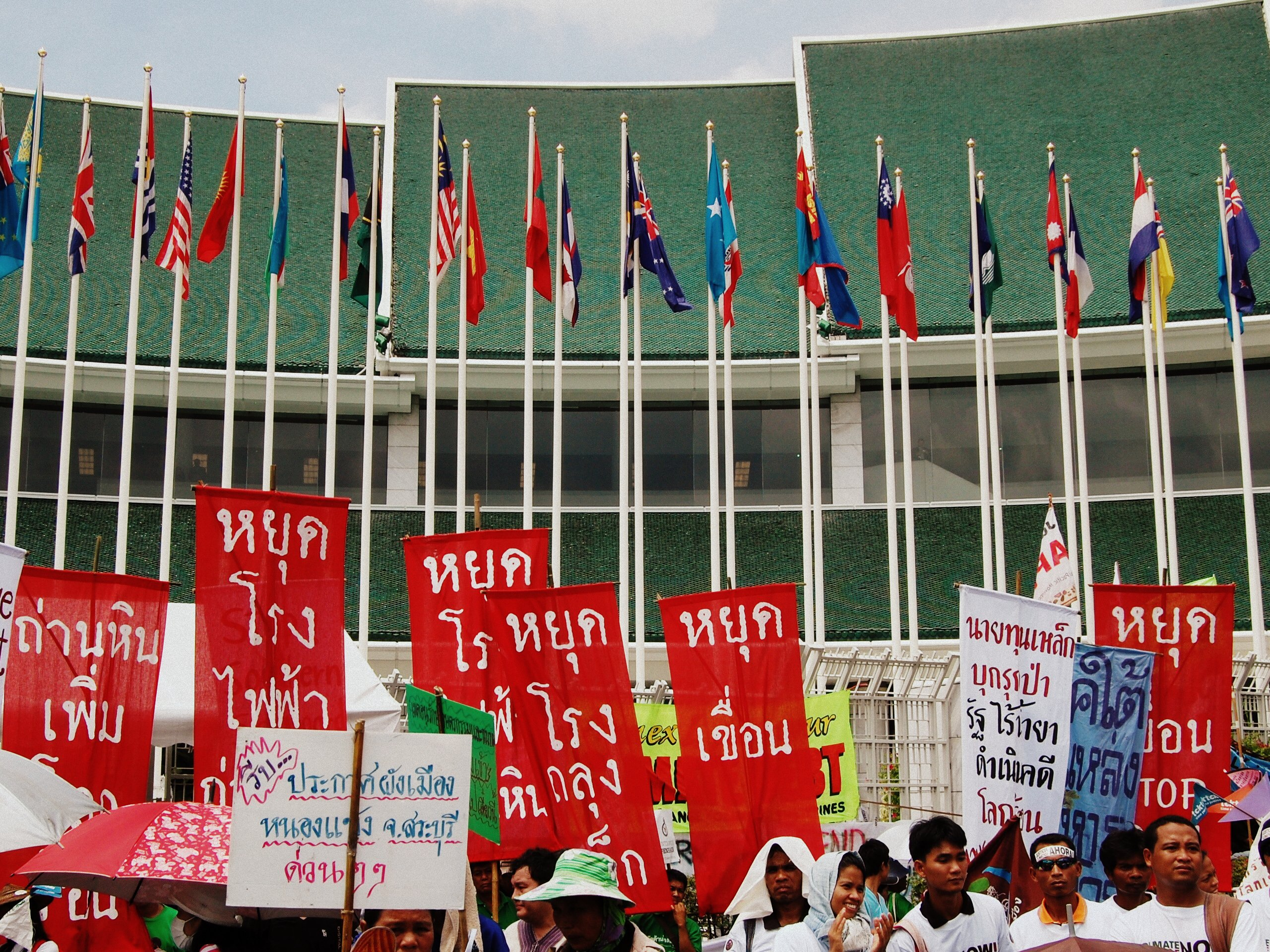
2009年曼谷會談時，聚集在聯合國亞太經社會前要求氣候正義的抗議現場。

1974年，改名為亚洲及太平洋经济社会委员会（英語：Economic and Social Commission for Asia and the Pacific），简称“亚太经社会”（ESCAP），以反映其成員國的地理位置。同年，聯合國大會擴大亞太經社會的任務，自此該委員會成為為聯合國經濟和社會發展之五個不同區域內的中心。
2014年，沙姆沙德·阿赫塔尔女士擔任第十任副秘书长级别的亚太经社委员会执行秘书長，前任秘书長诺埃琳·海泽來自新加坡。

## 組織與規模
亚太经社会的最高决策机构是委员会，每年均定期举行部长级会议，由秘书处為日常办事机构，而秘书处最高官员为执行秘书，由联合国秘书长任命。
聯合國亞太經社會的地理範圍從亞太區西邊的土耳其，到東邊的太平洋島國基里巴斯；從北邊的俄羅斯聯邦，到南邊的新西蘭，是世界上三分之二（41億）人口的家。這使得聯合國亞太經社會是聯合國五個地區委员会中最大的，並雇用了600以上員工。
此外，亚太经社会扮演亚太地区唯一的政府间论坛着的特別角色：通过这个论坛，各国每年聚会，审查经济社会问题，以便推动和强化区域合作。
亚太经社会設有以下四个区域机构，各设一名主任，向执行秘书负责：
1. 亚洲及太平洋通过副农作物发展减轻贫穷中心；
2. 亚洲及太平洋统计局；
3. 亚洲及太平洋农业工程和机械中心；
4. 亚洲及太平洋技术转让中心。

## 成员名单
截至2018年，聯合國亞太經社會有53个成员、9个准成员。

### 正式成员
- 阿富汗
- 亞美尼亞
- 不丹
- 柬埔寨
- 中國
- 斐济
- 法國
- 印度
- 印度尼西亞
- 伊朗
- 日本
- 基里巴斯
- 马来西亚
- 馬爾地夫
- 马绍尔群岛
- 密克羅尼西亞聯邦
- 蒙古国
- 緬甸
- 瑙鲁
- 尼泊尔
- 荷蘭
- 新西兰
- 巴基斯坦
- 帛琉
- 菲律賓
- 俄羅斯
- 萨摩亚
- 新加坡
- 所罗门群岛
- 斯里蘭卡
- 泰國
- 东帝汶
- 土耳其
- 英国
- 美国
- 越南

### 准成员
- 美属萨摩亚
- 庫克群島
- 法屬玻里尼西亞
- 關島
- 中國香港[註 1]
- 中國澳門[註 2]
- 新喀里多尼亞
- 纽埃